# بندهارا

يمثل اللون الأسود اللون الرسمي للبندهرا.

بندهارا هو منصب إداري تاريخي في ممالك ودول ملايو التاريخية، وهو منصب أقرب إلى الوزير، قبل تدخل القوى الأوروبية خلال القرن 19 كان البندهارا يُعين من قبل السلطان، وكان المنصب وراثي. ويتشارك البندهارا والسلطان نفس النسب.

## تاريخيًا
على الرغم من أنه من غير الواضح من أول من تسمى بهذا اللقب، إلا أن سلطنة ملقا كان لديها العديد من الذين يحملون لقب بندهارا. أكثرهم شهرة هو تون بيراك. في عهد تون بيراك وصلت سلطنة ملقا إلى ذروتها في أواخر القرن الخامس عشر حسب السجلات التاريخية لملايو.
في عام 1612 كلف السلطان علاء الدين ريات شاه الثالث بندهارا تون سري لانانغ بتجميع تاريخ الملايو وتسجيله في كتاب الذي عُرف فيما بعد باسم السجلات التاريخية لملايو، وهي قطعة أدبية مهمة في تاريخ لغة ملايو. وفي عام 1699 أصبح بندهارا تون عبد الجليل سلطانًا لجوهر وسمى نفسه عبد الجليل شاه الرابع بعد مقتل السلطان السابق محمود شاه الثاني دون ترك وريث وراءه. وسُميت سلالة السلطان عبد الجليل الرابع بسلالة بندهارا، ومُنح بنداهارا فهغ حق حكمها له ولنسله. وحكم بندهارا تون عباس ونسله فهغ حتى تون مطهر الذي أطيح به في حرب أهلية عام 1863.
تأسست سلطنة تيرغكانو الحالية من قبل السلطان زين العابدين الأول من تيرغكانو في عام 1708. وهو ابن تون حبيب عبد المجيد بندهارا في القرن السابع عشر في جوهر.
في بروناي لا يزال لقب بندهارا يُستخدم حتى اليوم. وفي إندونيسيا يُشار إلى أمين الخزانة باسم بندهارا.